# Convenio comercial hispano-argentino de 1946
Las relaciones comerciales entre la República Argentina presidida por Juan Domingo Perón y la España de Francisco Franco incluyeron diversos acuerdos comerciales, principalmente el convenio comercial hispano-argentino de 1946 y el adicional protocolo Franco-Perón de 1948, que se mantuvieron vigentes hasta 1951.

## Contexto histórico
Las diferencias ideológicas entre ambos gobiernos eran notables, entre ellas que Perón había ascendido a la presidencia a través de unas elecciones democráticas y Franco a través de un golpe de Estado y una guerra civil, o que Perón contaba con el apoyo de las bases populares mientras que Franco se apoyaba en su alianza con la clase tradicional. Pese a esto el primer gobierno de Perón fue el principal socio comercial durante los primeros años del franquismo, y se sustentó en nociones en parte humanitarias, pero también económicas e ideológicas como el concepto de la hispanidad, su estructura militar y autoritaria, el catolicismo o su objetivo de impedir que el comunismo ganara poder.
La pérdida de capacidad productiva producida por la inmensa cantidad de víctimas causadas por la guerra, la falta de fondos del Banco de España debido a la operación del Oro de Moscú, la gran cantidad de gente que seguía encarcelada o no se le permitía trabajar por haber pertenecido al bando republicano, el daño ocasionado en los sistemas de transporte (carreteras, vías de tren, trenes, etc), las políticas económicas reaccionarias del gobierno, la falta de materias primeras, de grano y de cabezas de ganado hicieron que la recuperación española fuese lenta a lo largo de la década de los 40. Durante la guerra civil, y posteriormente durante la Segunda Guerra Mundial, se entablaron algunos acuerdos comerciales para enviar productos alimentarios a España (principalmente grano, carne y algodón) a cambio materias primas para que Argentina siguiese desarrollando su capacidad industrial (acero y otros productos minerales) que fueron vitales para la supervivencia del régimen franquista, al menos hasta 1948 cuando la crisis alimentaria ya había disminuido. España tuvo problemas para pagar las deudas de los acuerdos en ambos periodos. La producción de grano del año 1945 bajó a la mitad respecto al año anterior debido a una fuerte sequía, lo que aumentó los problemas de producción todavía más.
El aumento de las lluvias, que trajo una mejora en las cosechas de 1946, así como la promesa de que el nuevo acuerdo con Perón mejoraría la situación del hambre en España, el Gobierno subió en julio la asignación de grano para los que contaban con una cartilla de racionamiento de tercera categoría (el 90% de la población), pasando de 150 a 250 gramos diarios.
En 1947, y como colofón del proceso del convenio económico, la primera dama argentina Eva Duarte aceptó la invitación que antes había rechazado varias veces el presidente argentino de visitar España y realizó una gira diplomática no oficial de 18 días por distintas ciudades españolas, tras el cual visitó Italia, Portugal, Francia, Suiza, Brasil y Uruguay.
En 1948 Argentina pasó a ser el socio comercial más importante del gobierno franquista con unas importaciones de 398 millones de pesetas, seguida por el Reino Unido con 185 millones de pesetas y Estados Unidos con 103 millones.

## Acuerdos comerciales
De todo el grano que se producía durante los 40 en España, entre 2'2 y 2'8 millones de toneladas, aproximadamente la mitad terminaba en el mercado negro, y tan sólo 83.000 toneladas se llegaban a distribuir a la población a través del Servicio Nacional del Trigo. La cantidad de grano que Argentina vendió a España pasó de 44.000 toneladas en 1940 a su máximo de 53.000 toneladas en 1943. Durante la Segunda Guerra Mundial se firmaron varios acuerdos comerciales entre España y Argentina, previos al acuerdo de octubre del 46 entre Perón y Franco.
El 5 de septiembre de 1942 se firmó un acuerdo comercial en Buenos Aires en el que Argentina se comprometía a enviar 1 millón de toneladas entre 1942 y 1944 a cambio de 30.000 toneladas de acero y derivados, la construcción de buques para Argentina y el permiso para que Argentina pudiera usar sus propios petroleros. Se incluyó la condición de crear un puerto franco argentino en Cádiz con una vigencia de 50 años. La deuda se mantuvo ligada a algún valor de cambio que tuviera en cuenta las fluctuaciones del mercado para poder así cobrar los intereses en el caso de impago del gobierno español, cosa que terminó ocurriendo.
El 3 de junio de 1944 se firmó un nuevo acuerdo en el que Argentina debía enviar un millón de toneladas de grano y otros productos agrícolas a cambio de 80.000 toneladas de acero y hierro ese mismo año y otras 60.000 toneladas el año siguiente. 
Tras el acceso al poder de Perón en 1946 se firmó el convenio comercial hispano-argentino el 30 de octubre de ese año, esta vez en el palacio presidencial Unzué, y se emitió la ceremonia por radio y noticiero. En nuevo acuerdo incluyó un crédito de 350 millones de pesos anuales durante tres años (ampliado posteriormente hasta 1951 por el protocolo Franco-Perón), con un interés del 2'75%. Además se incluyó un crédito adicional de 400 millones de pesos a devolver en 25 años, en parte para pagar la deuda de 225 millones establecida entre 1942 y 1946. En cuanto a bienes el acuerdo garantizaba a España el envío de 400.000 toneladas de trigo y 120.000 de maíz en 1947 y 300.000 de trigo y 100.000 de maíz en 1948, en caso de superávit de producción argentina, así como la preferencia de compra en carne, aceite de cocina, legumbres, huevos y otros productos. Por su parte España se comprometió a enviar anualmente hasta 1951 15.000 toneladas de acero, 5.000 toneladas de chapa de acero, 5.000 toneladas de plomo, 8.000 toneladas de corcho y derivados, 600 toneladas de papel de fumar, 2.000 toneladas de aceitunas y el 15% de superávit de la producción de aceite de oliva. También se incluyó la venta de otros materiales como zinc, productos textiles, madera, mercurio y maquinaria industrial y agrícola. Otros aspectos importantes fueron los pactos de migración y transporte, así como el establecimiento de un puerto franco en Cádiz para la comercialización de los productos argentinos hacia el resto de Europa. La deuda adquirida por el gobierno español se terminó de pagar en 1971.
La zona franca de Cádiz, proyectada con en un terreno de 300 hectáreas, ocupaba un sector de la bahía que se ganó al mar mediante dragado y relleno. El complejo se planificó contando con una zona franca llamada Argentina, gestionada por el gobierno argentino y con salida al mar en el puerto Perón, y una zona llamada Internacional gestionada por España. También se planificó un municipio de unas 8.000 personas para ubicar a los trabajadores del puerto. El puerto y la zona franca argentina nunca se llegó a ejecutar, y los terrenos que estaban destinados a ello están ocupados por el Consorcio de Transportes de la Bahía de Cádiz y un complejo tabaquero. La zona franca internacional gestionada por España, con 280 hectáreas, 3,8 kilómetros de muelle y una inversión de 277 millones de pesetas, no se terminó hasta 1969.
El 9 de abril de 1948 se firmó el protocolo Franco-Perón como protocolo adicional al convenio de 1946, mediante el cual se pretendía disminuir el impacto negativo que tuvo la exclusión de España del Plan Marshal. En este protocolo argentina aumentó el crédito disponible en 1.750 millones de pesos, lo que supuso la ampliación de los 350 millones anuales hasta 1951. También se incluyó una ampliación de la inmigración española en Argentina de 350.000 inmigrantes anuales, autorizaba a los hijos de españoles a realizar el servicio militar en Argentina, convalidaba los títulos académicos de ambos países y eximía de impuestos el intercambio de publicaciones. El 25 de marzo de 1949 se firmó el Acuerdo Complementario.
Tras varias disputas sobre que España no aceptaba otorgar la garantía de sus deudas en oro y el incumplimiento de las inversiones argentinas en territorio español en enero de 1949 Argentina anuló todos los acuerdos firmados entre el 46 y el 48, pero las dos condiciones fueron aceptadas dos meses más tarde y se reanudaron los acuerdos. Las relaciones entre los dos gobiernos se fueron deteriorando progresivamente entre 1951 y 1955 llegando a romper las relaciones comerciales y políticas. Pese a esto Perón se exilió en España entre 1961 y 1973 tras su derrocamiento en el golpe de Estado en Argentina de septiembre de 1955.

## Reacciones
El Día de la Hispanidad de 1946 Franco otorgó el Collar de la Orden de Isabel la Católica a Perón, y a su vez Perón otorgó el collar de la Orden del Libertador San Martín a Franco. En 1947, durante la visita de Eva Perón a España, Franco le otorgó la Gran Cruz de la Orden de Isabel la Católica. Otra visita diplomática importante de la época fue la del ministro de exteriores Alberto Martín Artajo a Argentina.
En cuanto a las relaciones entre España y la ONU, en lo que se ha llamado la cuestión española, Argentina mantuvo una postura de defensa de la no intervención externa en la política del país, pese a la cual y a la presión de otros países latinoamericanos se aplicó la resolución 39 en diciembre del 46, dos meses después del pacto Franco-Perón. Esta resolución recomendaba el retiro de embajadores y el impedimento a España de participar en organismos internacionales. Argentina paralelamente mantuvo una campaña diplomática de persuasión del resto de países latinoamericanos para que mejoraran sus relaciones con el régimen de Franco.
Estos pactos no estuvieron exentos de polémica, tanto de la izquierda como de la derecha. Distintos grupos de izquierdas se manifestaron en diversas ocasiones con motivo de los pactos debido a la ayuda que el gobierno argentino brindaba a España, un Estado fascista y dictatorial, así como porque se pensaba que las penurias que estaba pasando la población podían llevar al debilitamiento del régimen y a su posterior caída. También hubo numerosas manifestaciones en todos los países que visitó Eva Duarte durante la gira diplomática internacional de 1947 debido a que su primera escala del viaje había sido en España.
En este sentido tanto los gobiernos británico como estadounidense aceptaron el pacto ya que temían que la desestabilización de España podría llevarlos a un recrudecimiento de las condiciones económicas británicas, así como a una pérdida de un aliado en la lucha anticomunista.
Dentro de los gobiernos argentino y español también hubo oposición, por parte del sector socialista del gobierno argentino como Bramuglia, o Ángel Borlenghi o por parte del sector español que rechazaba la cesión del puerto franco de Cádiz por la pérdida de la soberanía de territorio que ello supuso.